# Ерайвайокутль
Ерайфайокутль (ісл. Öræfajökull) — це покритий кригою стратовулкан у південно-східній Ісландії, на південному краю льодовика Ватнайокутль. Він нависає над Кільцевою дорогою між поселеннями Гепн та Вік і Мірдал. Це найбільший діючий вулкан у країні, а на північно-західному ободі кратера на вершині знаходиться пік Хванадальсхнукюр (2 109,6 м.н.м.) — найвищий пік Ісландії. Географічно, Ерайфайокутль вважається частиною Ватнайокутль, а територія, покрита льодовиком, належить до Національного парку Ватнайокутль.

## Історія вивержень
В історичні часи Ерайфайокутль вивергався двічі. В 1362 році виверження було вибухове і було викинуто величезні обсяги тефри. Район Літла-Герад (ісл. Litla-Hérað) був знищений потопом та падінням тефри. Лише більш ніж через сорок років люди знову почали заселяти цю територію, яка стала відома як Ерайфі, що ісландською буквально означає «земля без гавані», але стало означати «пустеля».
Виверження 1727—1728 було меншим, однак потопи спричинили три жертви.